# 하타 준키
하타 준키(일본어: 畑 潤基, 1994년 8월 14일 ~ )는 일본의 축구 선수이다. 현재 J2리그의 블라우블리츠 아키타에서 뛰고 있다.

## 구단 경력
그는 2016년부터 J리그의 V-파렌 나가사키, 아술 클라로 누마즈, 도치기 SC, FC 기후, 블라우블리츠 아키타에서 뛰었다.